# باتريك بيلي
باتريك بيلي (بالإنجليزية: Patrick Bailey)‏ هو لاعب كرة قدم أمريكية أمريكي، ولد في 19 نوفمبر 1985 في إلميندورف في الولايات المتحدة.

## وصلات خارجية
- باتريك بيلي على موقع مرجع كرة القدم المحترفة.كوم (الإنجليزية)